# Сока
Сока (јап. 草加市) град је у Јапану у префектури Саитама. Према попису становништва из 2005. у граду је живело 236.268 становника.

## Становништво
Према подацима са пописа, у граду је 2005. године живело 236.268 становника.
| 1995.   | 2000.   | 2005.   |
| ------- | ------- | ------- |
| 217.930 | 225.018 | 236.268 |